# Baoro
Baoro – miasto w zachodniej Republice Środkowoafrykańskiej (prefektura Nana-Mambéré). Według danych szacunkowych na rok 2003 liczy 13 065 mieszkańców.